# Прайс, Кэри
Кэри Прайс (англ. Carey Price; 16 августа 1987, Анахим Лейк, Британская Колумбия, Канада) — канадский хоккеист, вратарь клуба НХЛ «Монреаль Канадиенс» и сборной Канады. Олимпийский чемпион 2014 года и обладатель Кубка мира 2016 года. Занимает 4-е место среди всех действующих вратарей НХЛ по количеству побед за карьеру.

## Биография
На драфте НХЛ 2005 года был выбран в 1-м раунде под общим 5-м номером клубом «Монреаль Канадиенс». Играет под номером 31.
На победном для канадцев олимпийском хоккейном турнире 2014 года в Сочи Прайс защищал ворота в пяти матчах своей команды из шести (кроме матча группового этапа против Австрии).
В сезонах 2010/11 и 2014/15 был лидером среди вратарей НХЛ по выигранным матчам.
В июле 2021 года после окончания плей-офф перенёс операцию на колене, срок восстановления должен был составить около трёх месяцев, однако восстановление затянулось. Осенью 2021 года Прайс проходил лечение от наркозависимости, в том числе в стационаре, из-за травмы и лечения почти полностью пропустил регулярный сезон 2021/22. Начал активные тренировки на льду в марте 2022 года и сыграл первый матч в сезоне только 15 апреля 2022 года против «Айлендерс» (0:3), к этому моменту «Канадиенс» уже утратили шансы на выход в плей-офф. Последний матч провёл 29 апреля 2022 года против «Флориды Пантерз» (10:2).
Полностью пропустил сезон 2022/23. В 2023 году появилась информация, что Прайс завершит карьеру, но официально хоккеист это не подтверждал.

## Награды
- Личные:

Лучший вратарь чемпионата мира среди молодёжных команд: 2007
Канадская хоккейная лига, Лучший вратарь года 2007.
Участник матча всех звёзд НХЛ (2009, 2011, 2012, 2015, 2017, 2018).
Обладатель Джэк Эй Баттерфилд Трофи (приза самому ценному игроку плей-офф АХЛ): 2007.
Обладатель Дел Уилсон Трофи (приза лучшему вратарю WHL) 2007.
Обладатель Кубка Молсона (2009, 2011, 2012).
Обладатель Уильям М. Дженнингс Трофи (2015).
Обладатель Везина Трофи (2015).
Обладатель Харт Трофи (2015).
Обладатель Тед Линдсэй Эворд (2015).
Обладатель Билл Мастертон Трофи (2022)
- Командные:

Обладатель Кубка мира: 2016
Олимпийский чемпион: 2014
Чемпион мира среди молодёжных команд: 2007
Обладатель Кубка Колдера: 2007
Серебряный призёр юниорского чемпионата мира: 2005

## Личная жизнь
Хоккеист женат на Анджеле Прайс. У супругов две дочери, Лив (2016) и Милли (2018), и сын Линкольн (2020).

## Статистика
Жирным шрифтом выделены лучшие показатели в лиге.